# HUDF-JD2
HUDF-JD2 (ou UDF 033238.74-274839.9 ou [CM2004b] 12183) est une galaxie située dans la région du champ ultra-profond de Hubble réalisé par le télescope spatial Hubble en 2004. Ce champ contient environ 10 000 galaxies, mais celle-ci a attiré l'attention des astronomes en raison de sa masse, estimée à 600 milliards de masses solaires et de son éloignement très important (son décalage vers le rouge est estimé à 6,5), ce qui fait que la galaxie est vue à un temps de regard vers le passé d'environ un milliard d'années après le Big Bang. C'est donc un objet à la fois très jeune et très massif, tendant à confirmer que la formation des premières étoiles s'est produite très tôt dans l'histoire de l'univers.
La possibilité qu'un objet aussi massif se soit formé aussi tôt dans l'histoire de l'Univers a néanmoins surpris les astronomes à cette époque car aucun autre objet aussi vieux et aussi massif n'était alors connu. Cependant, ni la masse, ni le décalage vers le rouge de l'objet ne sont connus avec précision, mais sont déduits de divers modèles. Le décalage vers le rouge de cette galaxie est un décalage vers le rouge photométrique, laissant place à plusieurs autres interprétations, notamment celle d'une galaxie bien plus proche (décalage vers le rouge de 2,5), mais contenant énormément de poussière interstellaire. De même l'estimation de sa masse se fait à partir de sa luminosité et des caractéristiques de son spectre en utilisant un modèle de formation d'étoiles (en particulier une fonction de masse initiale) qui n'a jamais été testé pour des objets aussi anciens. Il reste donc possible que ces estimations soient revues ultérieurement, en particulier sa masse. En tout état de cause, les propriétés de cet objet sont très inhabituelles, et même si sa masse était revue à la baisse, cela en ferait un objet étonnamment massif pour cette époque.